# Stefano Paolo Rambaldi
Stefano Paolo Rambaldi (Colla di Rodi, 25 dicembre 1803 – Firenze, 5 aprile 1865) è stato un presbitero italiano, fondatore dell'omonima collezione d'opere d'arte.

## Biografia
Figlio di Gioachino Rambaldi e Bianca Maria Cassini, Padre Stefano Paolo Rambaldi trascorse gli anni della giovinezza, in qualità di religioso della Famiglia dei Preti della Missione, a Firenze, città d'arte per eccellenza, dove crebbe il suo interesse verso le arti figurative, e dove si fece coinvolgere dagli ideali risorgimentali grazie ai precetti di Antonio Rosmini, filosofo e sacerdote, che fu uno dei suoi maestri di pensiero, e dal contatto epistolare che sviluppò con alcune fra le personalità più importanti del Risorgimento italiano, quali Vincenzo Gioberti, il monsignor Pellegrino Farini, Alessandro Manzoni, Massimo Taparelli marchese d'Azeglio, Tullio Dandolo, Carlo Botta, Giovanni Ruffini, e non ultimo il grande scrittore Silvio Pellico.
Intrattenne inoltre rapporti con numerosi e prestigiosi circoli culturali, come l'Accademia Valdarnese, di cui fu membro della classe di Storia Morale e Religiosa, e la Società promotrice di belle arti.
Ricoprì la carica di rettore del Seminario Maggiore Arcivescovile di Piazza di Cestello a Firenze tra il 18 novembre 1841 e il 25 agosto 1849, quando l'occupazione austriaca del Granducato di Toscana costrinse l'arcivescovo Minucci a chiudere il seminario.
Nel frattempo la sua ricca collezione di dipinti e di libri si andava ampliando sempre più, e così pure i suoi debiti, tanto che già il 16 febbraio 1854, undici anni prima della sua morte, il sacerdote redasse il suo testamento disponendo di vendere, alla sua morte, la sua collezione pittorica per poi, col denaro guadagnato, pagare i creditori e salvare la sua biblioteca.
Nel 1857 Rambaldi scrisse La visita dello Zio Luca, opera didascalica premiata nel 1859 dalla Commissione Centrale per la diffusione dei buoni libri. Nel 1860 acquistò un appartamento al terzo piano di via Torta, dove dimorò fino alla sua morte, ed ottenne l'impiego di catechista presso il Regio Liceo Dante di Firenze, e dal 1863 poté godersi i frutti di una meritata pensione assegnatagli dal re Vittorio Emanuele. Si spense a Firenze il 5 aprile 1865.
Il fortunato acquirente della preziosa collezione di dipinti di Rambaldi fu il consiglio comunale di Coldirodi, che, riunitosi in assemblea straordinaria il 18 giugno 1865, accolse la mozione del sindaco di conservare quei dipinti nel paese natio del sacerdote.
Rambaldi, educatore oltre che sacerdote, credeva fermamente nella cultura come strumento di emancipazione, di liberazione dei popoli, e come mezzo per raggiungere l'autentica fede, quella “razionabile ed illuminata”, e non ottenuta “per istinto”.
Questa sua ideologia lo portò a collezionare quadri e opere d'arte per tutta la sua vita, dipinti che sono oggi raccolti nella Pinacoteca Rambaldi a lui dedicata presso il paese natio di Coldirodi.
All'interno della quadreria si possono ammirare due ritratti di Rambaldi: uno, datato 1850, è un dipinto di Dario Castellini, pittore originario di Carpi, in provincia di Modena, attivo nei decenni compresi fra il 1850 e il 1880, conosciuto dal sacerdote nel suo periodo di residenza a Firenze, dove Castellini era un già navigato ritrattista.
L'altro, realizzato dieci anni dopo, nel 1860, è opera di Antonio Ciseri (1821-1891), pittore svizzero-italiano, nato nel Canton Ticino e trasferitosi nel capoluogo toscano a soli dodici anni d'età, considerato tutt'oggi il miglior esponente della pittura religiosa del diciannovesimo secolo.
| Controllo di autorità | VIAF (EN) 53757613 · ISNI (EN) 0000 0000 4146 0856 · CERL cnp00576503 · LCCN (EN) no97057106 · GND (DE) 12359720X |